# الیستر هامفریز
الیستر هامفریز (انگلیسی: Alastair Humphreys؛ زادهٔ ۲۷ نوامبر ۱۹۷۶) گردشگر، سخنران انگیزشی، پدیدآور، دوچرخه‌سوار، نویسنده، و وبلاگ‌نویس اهل بریتانیا است. او در سال ۲۰۱۱ از طرف نشریه‌ی نشنال‌جئوگرافیک، به‌عنوان جست‌وجوگر برتر معرفی شد.  هامفریز در ۲۵ سالگی هفتاد و چهار هزار کیلومتر با دوچرخه رکاب زد و توانست رکورد باور نکردنی را به نام خود ثبت کند.

## کتاب‌ها
- پسری که دور دنیا را رکاب زد

هامفریز در سال ۲۰۱۸ کتاب سه جلدی پسری که دور دنیا را رکاب زد (The Boy who Biked the World) را نوشت. این سه کتاب توسط لیدا هادی به فارسی ترجمه و توسط نشر ادامه منتشر شده‌اند.     
- ماجراجویان بزرگ

هامفریز در کتاب ماجراجویان بزرگ روایت زندگی تعدادی از تأثیرگذارترین، عجیب‌ترین و الهام‌بخش‌ترین جهانگردهایی را نوشته است که تا به حال وجود داشته‌اند؛ اولین افرادی که با فضاپیما به ماه سفر کرده‌اند، با ژرف‌پیما به اعماق اقیانوس رسیده‌اند، با هواپیمای تک‌نفره بر روی اقیانوس اطلس پرواز کرده‌اند، با ویلچر دنیا را گشته‌اند و کسانی که ناممکن‌ها را ممکن کرده‌اند. ماجراجویانی که هامفریز سرگذشت‌شان را در این کتاب نوشته به هیچ عنوان به جنسیت، ملیت، دین، رنگ پوست یا حتی دوره‌ی تاریخی‌ای محدود نشده‌اند؛ از سفرهای اعجاب‌انگیز ابن بطوطه‌ی قرن چهاردهمی گرفته تا امیلیا اِرهارت و ثور هِیِردال، هامفریز درباره‌ی‌ِ سفرهای همه‌شان نوشته است. بعضی از قهرمان‌های او که اسم‌شان در این کتاب آمده در گرم‌ترین بیابان‌های کره‌ی زمین به دنبال ماجراجویی رفته‌اند و بعضی‌هایشان در قله‌ی سردترین رشته‌کوه دنیا دنبال ماجراجویی بوده‌اند. این کتاب توسط لیدا هادی به فارسی ترجمه و توسط نشر ادامه منتشر شده است.    